# Az ajándék
Az ajándék (eredeti cím: The Gift) 2015-ben bemutatott amerikai–ausztrál pszichothriller, amelyet Joel Edgerton rendezett és írt.
A producerei Jason Blum, Rebecca Yeldham és Joel Edgerton. A főszerepekben Jason Bateman, Rebecca Hall, Joel Edgerton, Tim Griffin és Allison Tolman láthatók. A film zeneszerzői Danny Bensi és Saunder Jurriaans. A film gyártója a Blumhouse Productions, a Huayi Brothers Pictures, a Blue-Tongue Films, a STX Entertainment és az Ahimsa Films, forgalmazója a STX Entertainment. Műfaja thriller film.
Amerikában 2015. augusztus 7-én, Ausztráliában 2015. augusztus 27-én, Magyarországon 2015. augusztus 13-án mutatták be a mozikban.

## Cselekmény
A házaspár Simon és Robyn Callem Robyn vetélése után Los Angelesbe költözik, miután Simon új munkát vállal, és azt tervezik, hogy még egy gyermeket vállalnak. Azután viszont, hogy nemsokára Simon régi középiskolai osztálytársa, Gordon "Gordo" Moseley is feltűnik az életükben megszaporodnak a furcsa események, melyek mind Gordohoz, illetve az ő megjelenéséhez kötődnek. Gordo előbb előzékeny, később azonban számos tettén érezni, hogy valamilyen hátsó szándék húzódik mögöttük. Robyn idővel kideríti, hogy a férjének minden valószínűség szerint köze volt Gordo iskolai zaklatásához, mikor még egy osztályba jártak, noha ezt Simon tagadja. Gordo mesterterve, amivel szépen behálózza a házaspárt, majd tönkreteszi a harmóniájukat viszont egyértelművé teszi, hogy Simonnak köze volt a Gordo kapcsán felmerült az zaklatáshoz, ami miatt Gordo élete tönkrement, és aki most benyújtja a számlát…

## Szereplők
| Szereplő          | Színész            | Magyar hang         |
| ----------------- | ------------------ | ------------------- |
| Simon             | Jason Bateman      | Czvetkó Sándor      |
| Robyn             | Rebecca Hall       | Kisfalvi Krisztina  |
| Gordo             | Joel Edgerton      | Kálid Artúr         |
| Kevin 'KK' Keelor | Tim Griffin        | Varga Gábor         |
| Lucy              | Allison Tolman     | Hámori Eszter       |
| Walker nyomozó    | Beau Knapp         | Sörös Miklós        |
| Danny             | P. J. Byrne        | Elek Ferenc         |
| Greg              | David Denman       | Varga Rókus         |
| Duffy             | Busy Philipps      | Peller Anna         |
| Mills nyomozó     | Wendell Pierce     | Törköly Levente     |
| Joan              | Katie Aselton      | Kiss Virág Magdolna |
| Wendy Dale        | Mirrah Foulkes     | Németh Kriszta      |
| Frank Dale        | Nash Edgerton      | Turi Bálint         |
| Ron               | Adam Lazarre-White | Papp Dániel         |